# Oleksa Dòvbuix
Oleksa Dòvbuix (ucraïnès: Олекса Довбуш) (Pechenizhyn Kolomyia, 1700 - 1745) va ser un bandoler ucraïnès famós, líder del moviment Opryshky, als Carpats, que es va convertir en un heroi popular.

Oleksa va néixer a la vila hutsul de Pechenizhyn a les muntanyes dels Carpats a principis del segle xviii. Es va convertir en el líder de la seva pròpia banda que estava formada per gairebé 50 membres (leheni). La tradició popular el retrata com a protector dels pobres de la regió. Hi ha poques referències escrites d'ell i de les seves activitats.
Les nombroses cançons populars i les poques llegendes en prosa que encara sobreviuen a la regió el retraten com un heroi local que va robar als rics i va ajudar els pobres serfs, com el mític Robin Hood. Es creu que la seva residència es trobava prop de la ciutat de Bolekhiv a l'oest d'Ivano-Frankivsk. Es tracta d'un conjunt rocós ara anomenat com les roques de Dòvbuix, una de les regions més belles d'Ucraïna. Els fets d'Oleksa Dòvbuix van ser tan famosos i admirats que les tradicions transmeses oralment dels seus actes s'estenen més enllà de la regió de Hutsul, a les regions veïnes de Pokuttia i Podillya, de l'oest d'Ucraïna. Els seus retrats es venien en els mercats locals. Va ser temut pels szlachta polonesos (noblesa terratinent). Una vegada, es va enviar una expedició militar de 2.000 soldats, encapçalada pel magnat polonès Józef Potocki, per aturar les seves activitats. No obstant això, no va poder ser capturat. Dòvbuix va ser assassinat per Stefan, el marit de la seva amant Dzvinka, el 1745.